# Nicolas Séjan
Nicolas Séjan (ur. 11 maja 1746 w Paryżu, zm. 16 marca 1819 tamże) – francuski organista i kompozytor.

## Życiorys
Był siostrzeńcem i uczniem Nicolasa-Gillesa Forqueraya, uczył się też harmonii i improwizacji u Louisa-Charles’a Bordiera. Pełnił funkcję organisty w paryskich kościołach Saint-André-des-Arcs (1760–1762), Saint Severin (1762–1772), Notre-Dame (1772–1783) i franciszkanów konwentualnych (1773–1776). Od 1764 roku występował w ramach Concert Spirituel. Od 1783 do 1791 roku pełnił funkcję organisty w kościele św. Sulpicjusza, od 1789 roku był także organistą w Chapelle Royal i wykładowcą École Royale de Chant. W czasie rewolucji francuskiej utracił wszystkie zajmowane stanowiska i uposażenie, działał na rzecz ochrony organów kościelnych w trakcie antyreligijnych wystąpień. Od 1795 do 1802 roku uczył gry organowej w Konserwatorium Paryskim. Od 1806 roku był organistą w Dôme des Invalides i ponownie w kościele św. Sulpicjusza. Po objęciu tronu przez Ludwika XVIII w 1814 roku wrócił na stanowisko organisty Chapelle Royal, został też odznaczony przez króla Legią Honorową. Od 1817 roku był członkiem Académie des Beaux-Arts.
Był jednym z twórców tzw. francuskiej szkoły pianistycznej, wymieniany jest jako prekursor preromantyzmu we Francji. Z fortepianem zapoznał się po raz pierwszy podczas publicznej prezentacji w Paryżu w 1768 roku i stał się odtąd gorliwym propagatorem tego instrumentu. Przez współczesnych ceniony był jako organista i improwizator, posiadał talent w swobodzie posługiwania się elementami formalnymi, luźnym traktowaniu tematów i nagłymi zmianami dynamicznymi.
Skomponował m.in. 2 koncerty organowe (obydwa zaginione), 6 sonat na klawesyn i skrzypce ad libitum (partie skrzypcowe zaginione), Recueil de pièces dans le genre gracieux ou gay na klawesyn lub fortepian, 3 sonaty na klawesyn lub fortepian (1 i 3 z towarzyszeniem skrzypiec i wiolonczeli obbligato).